# Selma Coronini
Selma Coronini (rojena Anselma Sophie von Christalnigg zu Gillitzstein), avstrijska plemkinja, človekoljubka in predsednica domoljubnega podpornega društva goriških gospa, * 1. september 1832, Dunaj, † 21. oktober 1919, Gorica (takrat Avstro-Ogrska).

## Življenjepis
Selma Coronini je bila dvorna dama avstrijske cesarice Elizabete in je poznala vse politike na avstrijskem dvoru ter vsa dogajanja v ozadju. Bila je dobra prijateljica cesarja Franca Jožefa, v tistem času pa so krožile govorice, da sta verjetno bila celo ljubimca.  Leta 1856 se je poročila s Francem Coroninijem, ki je bil prav tako plemič in dober cesarjev prijatelj. (Njegov oče, Janez Krstnik, je bil cesarjev vzgojitelj.) Selma in Franc sta se leta 1867 preselila v Gorico, ki je takrat veljala za "avstrijsko Nico", saj so tam starost ali poletja preživljali mnogi pomembneži avstrijskega cesarstva. Imela sta pet otrok: Selmo, Rudolfa, Alberta, Sofijo in Giselo. Sofija in Gisela sta zaradi zapletov z zdravjem umrli po enem in po dveh letih.
Selma je bila najbolj plemenito ime v Gorici, bila pa je tudi teta grofa Oskarja Christalnigga, katerega žena, Lucy Christalnigg, je bila prva civilna žrtev prve svetovne vojne na slovenskem ozemlju. Med drugim je bila Selma Coronini tudi človekoljubka. Dve leti po prihodu v Gorico, torej leta 1869, je ustanovila Društvo goriških gospa, v katerem je bila zastopana predvsem aristokracija, njegov namen pa je bila pomoč revnim. Do leta 1909 je društvo med revne razdelilo 35 tisoč kron (okrog 375 tisoč evrov). Društvo je vsako zimo organiziralo tudi ljudsko kuhinjo za revne.